# Sti for øye
Sti for öye är ett privat skulpturstråk i Fossnes i Sandefjords kommun i Vestfold i Norge.
Sti for öye är en omkring två kilometer lång stig i skogen, med konst som ansluter till naturen. Initiativtagare till skulpturstråket, som har anlagts från 2003, är Grethe Meyer Iversen. Landskapsarkitekten Rainer Stange har svarat för utformningen av kulturstigen, som blev klar 2010.
Byggherre har varit Fossnes A/S och Stokke kommun och finansiärer har varit bland andra Stokke kommun, Vestfold fylkeskommun och Norsk kulturråd. Stiftelsen Sti for öye bildades 2013 för att förvalta skulpturstråket.

## Konstobjekt i urval
- Himmeltrappen, cortenstål och ek, 2012, av Todd Saunders (i samarbete med Attila Bénes och Ken Beheim-Schwartzbach)
- Morpheus, bohusgranit, av Lars Widenfalk
- Villsvinet, jord och lim och kvistar, av Sally Matthews (under sakta nedbrytning)
- Ulvene av Sally Matthews
- Kulespill, av Hilde Eirin Dramstad (född 1965) och Tor Jørgensen
- Blåbær, keramik, av Sverre Tveito Holmen
- Fabelhus, av Ingerid P. Kuiters (född 1939)
- Fremmed fugl, lärkträ, av Morten Juvet (född 1953)
- Stein hus foss, larvikit, labrador, porfyr med flera stenmaterial, av Jørn Rønnau (född 1944)